# La Sape

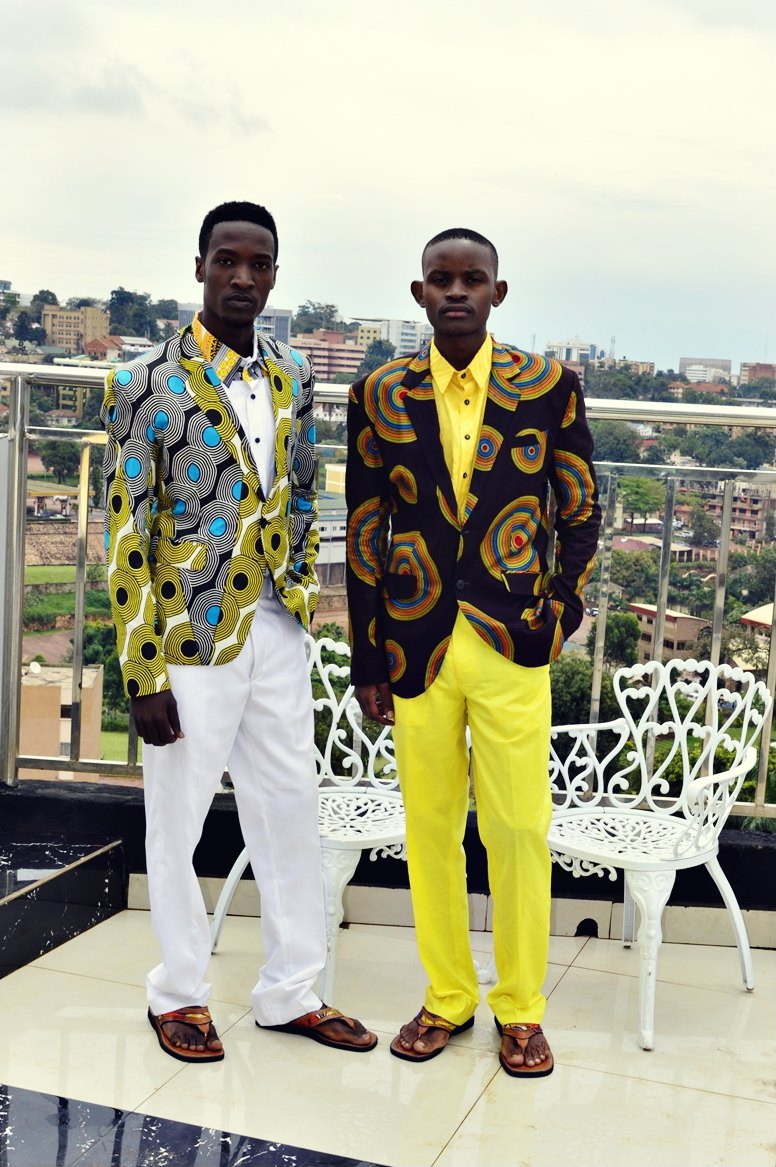
Hai thanh niên chưng diện bộ đồ sắc sỡ

Văn hóa La Sape (viết tắt dựa trên cụm từ tiếng Pháp: Société des Ambianceurs et des Personnes Élégantes, nghĩa đen là "Cộng đồng của những người lịch lãm và ăn mặc chải chuốt" và ám chỉ từ tiếng lóng của Pháp sape có nghĩa là "quần áo" hoặc sapé, có nghĩa là "mặc quần áo") là một dạng văn hóa tập trung ở các thành phố Kinshasa và Brazzaville ở Cộng hòa Dân chủ Congo và Cộng hòa Congo. Một tín đồ của La Sape được gọi là sapeur hoặc sapeuse nếu là nữ. Tại Congo, "Sapeur" hay "La Sape" là thuật ngữ chỉ những thanh niên lao động chân tay khổ cực nhưng sẵn sàng chi số tiền lớn để sắm nhiều đồ hiệu, vẻ ngoài chải chuốt. Quy tắc ăn diện của các Sapeur là không mặc quá ba màu trong một bộ đồ.
Sapeur bao gồm những người lao động bình thường như công nhân, tài xế taxi, cửu vạn, thợ mộc, bốc mộ nhưng những người thuộc nhóm Spaeur lại trưng diện như những doanh nhân thành đạt, những triệu phú trẻ tuổi với những cuộc tụ tập của nhóm "fashionista". Các Sapeur có một niềm tin rằng việc ăn mặc chải chuốt sẽ nâng tầm họ lên một tầng lớp xã hội khác, trở thành một người quyền quý, để quên đi thực tế phũ phàng hiện tại. Đối với họ, đây không đơn thuần là nhu cầu thiết yếu cuộc sống. Việc ăn vận như ngôi sao đem đến cho họ nguồn năng lượng tích cực, tạo nên một bức tranh tổng thể mang tinh thần lạc quan, vui tươi. Sự phóng khoáng trong những bộ trang phục cũng góp phần giúp người dân Congo có động lực vươn lên khỏi hiện thực khó khăn, u tối.

## Lịch sử
Tiểu văn hóa La Sape này khởi nguồn từ đầu thế kỷ 20, nơi nô lệ Congo làm việc cho thực dân Bỉ và thực dân Pháp để đổi lấy những bộ đồ cũ. Khi người Pháp đổ bộ vào Congo trong những năm đầu tiên của thế kỷ 20, họ đã gián tiếp mang theo cả nền công nghiệp thời trang và chuẩn mực của sự lịch lãm, phong thái quyền lực. Vào đầu thế kỷ 20, khi thực dân Pháp tới Congo, thanh niên trai tráng tại quốc gia châu Phi này bị choáng ngợp trước phong thái sang trọng của những người đàn ông phương Tây. Từ đó, những người dân Châu Phi tại đây đã bị mê hoặc bởi những bộ quần áo được là lượt thẳng bóng, những chiếc mũ phớt quý tộc và ám ảnh bởi sự xa hoa, quý tộc đó.
Nhiều người bản địa sau đó làm việc cho chính quyền thực dân và số khác có thời gian học tập và làm việc ở Pháp bắt đầu bắt chước cách ăn mặc của đàn ông Pháp. Những Sapeur thường mặc các bộ suit sặc sỡ sắc màu để thu hút sự chú của mọi người xung quanh. Mỗi Sapeur sở hữu nhiều quần áo để khiến hình ảnh cá nhân luôn hấp dẫn, do đó, thị trường Châu Phi trở thành một mảnh đất màu mỡ cho các thương hiệu thời trang xa xỉ nhất thế giới cho dù tới 46.5% dân số Congo hiện đang sống dưới mức nghèo đói. Vào những năm 1970, khi Cộng hòa Congo độc lập, La Sape chính thức phát triển thành phong trào thời trang. Nhóm văn hóa quy tụ thêm nhiều tên tuổi đáng chú ý như Stervos Niarcos và nhạc sĩ Papa Wemba đã dùng âm nhạc để giúp La Sape trở nên phổ biến ở nhiều nước châu Âu.